# رالي تركيا 2005
رالي تركيا 2005 هو سباق رالي أقيم في الفترة من 2 يونيو 2005 إلى 5 يونيو 2005. كان الجولة السابعة ضمن بطولة العالم للراليات موسم 2005. تكون الرالي من 18 مرحلة. فاز سيباستيان لوب ببطولة السائقين بينما كان سيتروين إكسارا بطلا للفرق.